# Пьотър Паренсов
Пьотър Дмитриевич Паренсов (на руски: Пётр Дмитриевич Паренсов) е руски офицер, генерал от пехотата. Участник в Руско-турската война (1877 – 1878). Пръв военен министър на Княжество България.

## Биография
Пьотър Паренсов е роден на 5 юли 1843 г. в село Ивашево, Вологодска губерния, в семейството на потомствения дворянин генерал-лейтенант Дмитрий Паренсов. Ориентира се към военното поприще и завършва Пажеския корпус. Произведен е във военно звание прапоршчик с назначение в лейбгвардейския Гатчински полк (1860). Едновременно учи и завършва Инженерната академия (1861).
Служи в полевата конна артилерия, щаба на гвардейските части в Санктпетербургския военен окръг, адютант във 2-ра гвардейска кавалерийска дивизия и помощник на старшия адютант на Гвардейските войски и Санктпетербургския военен окръг (1861 – 1870). Участва в усмиряването на безредиците в киргизките степи (1869). Преподавател е в Учебния кавалерийски ескадрон (1870 – 1873), щабен офицер за особени поръчения при главнокомандващия на Гвардейските части и Санктпетербургския военен окръг (1873 – 1877). Повишен е във военно звание полковник от 30 август 1874 г.
Участва Руско-турската война (1877 – 1878). През 1876 г. предприема по поръчение на Главната квартира на Дунавската руска армия разузнаване на турските военни сили в Северна България. Последователно е назначен за началник на щаба на Кавказката казашка дивизия и на 2-ра гвардейска пехотна дивизия (1877 – 1878). Командирован е в сборния отряд с командир полковник Алексей Жеребков, който овладява Ловеч на 5 юли 1877 г. Награден е със златно оръжие „За храброст“ на 11 август 1877 г. Началник на щаба на сборния отряд с командир генерал-майор Александър Имеретински, който овладява Ловеч на 22 август 1877 г. Тежко контузен е при третата атака на Плевен. За отличие е награден с орден „Свети Владимир“ IV степен с мечове (30 септември 1877). Участва в битката при село Правец. Отново е контузен и изтеглен за лечение в Русия. Повишен е за боево отличие във военно звание генерал-майор от 23 декември 1878 г.
Назначен е за началник на щаба на 12-и армейски корпус, с който остава в България след подписването на Санстефанския мирен договор.
След Освобождението генерал-майор Пьотър Паренсов е назначен с Указ № 1 от 5 юли 1879 г. за пръв военен министър на Княжество България в правителството на Тодор Бурмов. За втори път заема поста в правителството на митрополит Климент.
Поставя основите на редовната Българска армия. Организира снабдяването с оръжие и боеприпаси от Русия, строителството на казарми, вещевото снабдяване, подготовката на български офицери в руски военни училища и академии. През март 1880 г. препоръчва на началниците на военните части при възможност да освобождават от наряд или други военни задължения войниците от различните етноси в техния почивен ден: мюсюлмани в петък, евреите в събота, християните (българи, арменци, гърци) в неделя. Генералът разрешава на войниците от ислямското и израилтянското изповедание, както православните, да празнуват основните си религиозни празници.
Още с идването в България на новия княз Александър I отношенията му с генерал-майор Пьотър Паренсов са хладни, като с времето все повече се влошават. Причина за това става лобирането в полза на руски предприемачи, явните му симпатии към Либералната партия и докладите до руското правителство, според които князът планира да замени руските офицери в страната с немски. При посещението си в Санкт Петербург през март 1880 година княз Александър I иска от руското правителство отзоваването на генерал майор Пьотър Паренсов и за военен министър е назначен подполковник Павел Плеве.
След завръщането си в Русия последователно е командир на 6-а Кавказка дивизия, помощник на началника на щаба на Варшавския военен окръг, комендант на Петродворец. Последователно е повишен във военно звание генерал-лейтенант от 1890 г. и генерал от пехотата от 1901 г. Награден с Орден „Свети Александър Невски“ (1899).
Автор на „От миналото. Спомени на офицера“ в 3 тома от 5 части, за която е награден от Императорската академия на науките с Макариевска премия за поощряване на отечествените таланти, посветили се на науката и общественополезните знания, и Ахматовска премия за най-добри научни трудове и произведения на изящната словесност. Описва личното си участие и впечатления от Руско-турската война (1877 – 1878). Неговият архив се съхранява в ръкописния отдел на Руската национална библиотека.
През 1907 г. посещава Княжество България за тържествата по повод 30-годишнината от Освобождението на България. Провъзгласен е за почетен гражданин на Ловеч на 31 август 1907 г. „за заслуги при двукратното освобождение на Ловеч от турско иго“.
Семейството на Пьотър Паренсов след смъртта му се установява в София. Подпомагано е материално от Ловешката община и Ловешкото културно-благотворително дружество в София. Неговото име носят улици в Ловеч, София и Варна.

## Творчество
- Паренсов, П. Из прошлого. Воспоминания офицера Ген. штаба П. Паренсова (ч. 1 – 5). Издание В. Березовский, Санкт Петербург, 1901 – 1908.

## Награди
- Орден „Света Ана“ III степен (1870)
- Орден „Свети Станислав“ II степен (1870)
- Орден „Света Ана“ II степен (1876)
- Златно оръжие „За храброст“ (1877)
- Орден „Свети Владимир“ IV степен (1877)
- Орден „Свети Владимир“ III степен (1877)
- Орден „Свети Станислав“ I степен (1880)
- Орден „Света Ана“ I степен (1883)
- Орден „Бял орел“ (1893)
- Орден „Свети Александър Невски“ (1899)
- Почетен гражданин на Ловеч (1907)